# Theridion tessellatum
Theridion tessellatum là một loài nhện trong họ Theridiidae.
Loài này thuộc chi Theridion. Theridion tessellatum được Tord Tamerlan Teodor Thorell miêu tả năm 1899.